# Cauzele celui de-al Doilea Război Mondial
Cauzele celui de-al Doilea Război Mondial sunt în general considerate invazia germano-rusă a Poloniei și atacul japonez asupra Chinei, Statelor Unite ale Americii și asupra coloniilor Regatului Unit și Olandei. 
Printre cauzele războiului mondial s-au numărat creșterea naționalismului, a militarismului și existența multor probleme teritoriale rămase nerezolvate după încheierea Primului Război Mondial. Mișcările fasciste au apărut și s-au dezvoltat în Italia și Germania în timpul perioadei de instabilitate economică globală din timpul deceniilor al treilea și al celui de-al patrulea ai Marii Crize Economice. În Germania, resentimentele apărute în urma înfrângerii din primul război mondial și a semnării Păcii de la Versailles (în mod special a Articolului 231, așa-numita "Clauză de vinovăție"), credința în teoria loviturii de cuțit aplicate pe la spate și declanșarea Marii Crize Economice au fost elementele care au propulsat la putere Partidul Muncitoresc Național-Socialist German condus de Adolf Hitler. În acest timp, Tratatul de pace a început să nu mai fie aplicat cu foarte multă rigoare, din dorința de a evita izbucnirea unui nou război. Eșecul politicii franco-britanice de împăciuire cu Hitler, (politică care urmărea evitarea unui nou război, dar care l-a încurajat pe dictatorul german să devină mai îndrăzneț și i-a permis să reînarmeze țara), s-a aflat în strânsă legătură cu semnarea Pactului Molotov-Ribbentrop, (care a eliberat Germania de orice temere a vreunei reacții din partea URSS-ului în cazul invadării Poloniei). Liga Națiunilor, în ciuda eforturilor diplomatice făcute pentru evitarea războiului, se baza pe Marile Puteri pentru impunerea rezoluțiilor sale și, în lipsa voinței politice a acestora, nu a putut face nimic concret. 
Japonia era condusă în anii 1930 de o clică militaristă care viza să transforme Imperiul Nipon într-o putere mondială. Japonia a invadat China pentru a suplini lipsa acută de resurse naturale și materii prime ale arhipelagului nipon. SUA și Marea Britanie au reacționat asigurând împrumuturi importante Chinei, oferind ajutor militar nedeclarat și instaurând un embargo din ce în ce mai strict împotriva Japoniei. Acest embargo ar fi trebuit să oblige Japonia să renunțe la teritoriile cucerite în China, deoarece Imperiului Nipon îi lipseau resursele de combustibil necesare alimentării uriașei sale mașini de război. Japonia a trebuit să facă față alternativelor retragerii din China sau cuceririi unor câmpuri petroliere. A ales a doua variantă, a cuceririi Indiilor Olandeze de Est și a intrării în conflict cu Statele Unite.

## Caracteristici generale
Al Doilea Război Mondial a început în momentul în care acțiunile agresive ale Germaniei și Japoniei au devenit de netolerat pentru vecinii lor sau pentru țările cu care intrau în competiție pentru sferele de influență. Acțiunile acestea agresive au continuat mai mulți ani, fiind în cele din urmă contracarate prin acțiuni armate, după invazia Poloniei în Europa și a Chinei în Asia. În ambele cazuri, atacurile au fost pornite de elitele militariste ajunse la putere în deceniile care au precedat războiul, animate în acțiuniile lor de ideologii expansioniste și rasiste. Căile și motivele pentru care militariștii au ajuns la putere au diferit de la țară la țară, dar aveau unele similarități. 
Deși Partidul Muncitoresc Național-Socialist German a ajuns la putere în Germania prin alegeri parlamentare libere, după acest moment a eliminat în scurt timp orice vestigii ale vechiului sistem democratic german. Popularitatea de care s-au bucurat la început în rândurile germanilor s-a datorat atitudinii lor de respingere a păcii de la Versailles (care avea prevederi care plasau Germania sub regimul a numeroase restricții), anticomunismului ferm ca și promisiunilor de reinstaurare a stabilității și reconstrucției economice. Naziștii au făcut de asemenea apel la sentimentele identității, superiorității și drepturilor "îndreptățite" germane, sentimente care aveau să joace un rol determinant în declanșarea războiului, pentru reîncorporarea teritoriilor pe care le considerau "de drept" ale Germaniei. Italia devenise un stat totalitarist mai devreme decât Germania, dar pentru motive asemănătoare. 

## Cauzele ideologice

### Comunismul

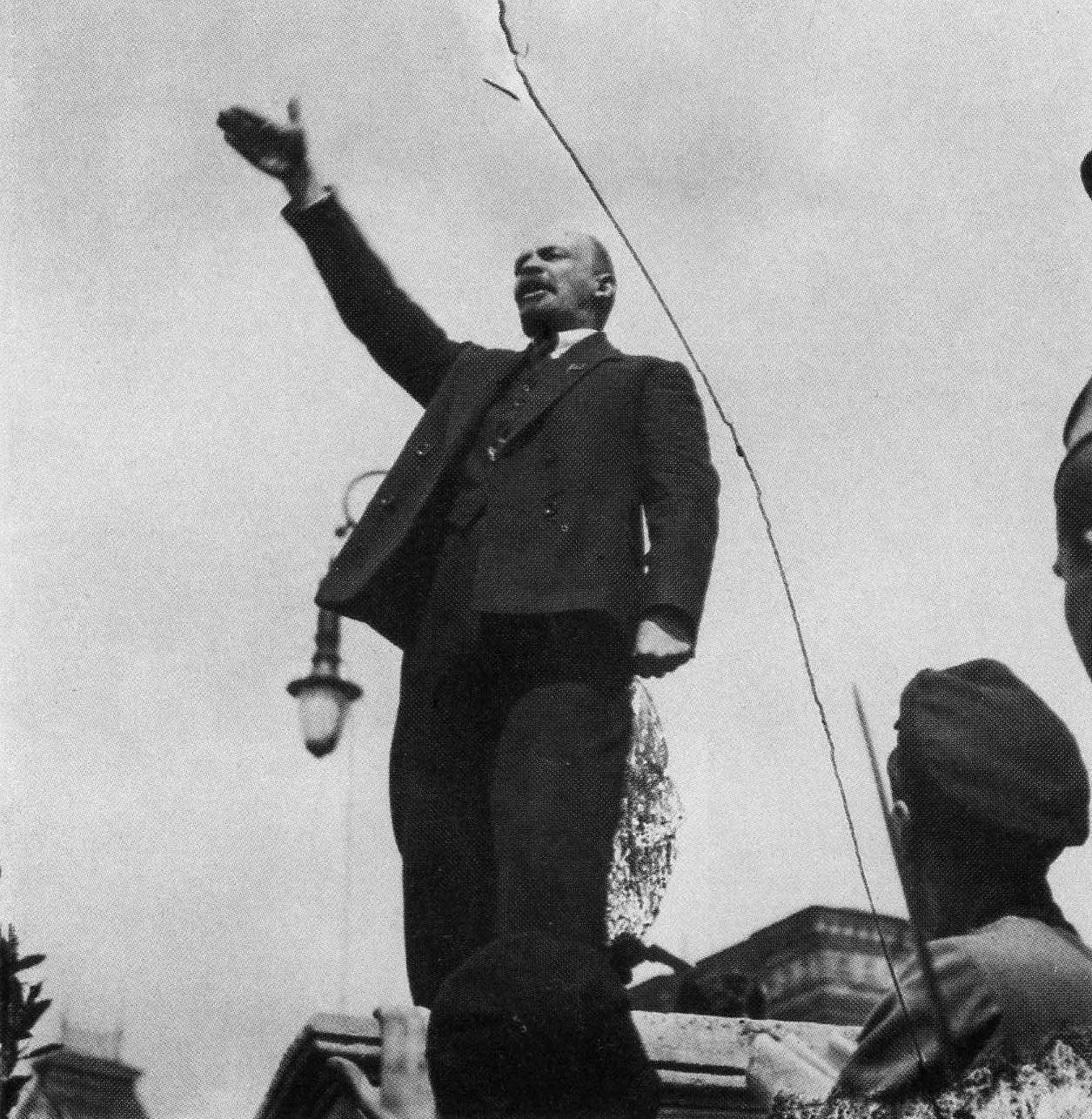
Vladimir Ilici Lenin

Revoluția bolșevică din Rusia a trezit numeroase temeri în sufletele germanilor în legătură cu posibilitatea dezlănțuirii unei revoluții comuniste în propria lor țară. La scurtă vreme după terminarea primului război mondial, a existat o încercare a comuniștilor germani de preluare prin forță a puterii, tentativă înăbușită de soldații demobilizați, care se puseseră sub comanda foștilor lor ofițeri. Aceste forțe paramilitare au reprezentat o parte importantă a membrilor de la începutul existenței Partidului Muncitoresc Național-Socialist German. În rândul aliaților occidentali exista un curent conservator de dreapta (reprezentat în Anglia de primul ministru Neville Chamberlain), puternic anticomunist. Totuși, aceste forțe nu reușiseră să obțină în 1920-1921 sprijin pentru o intervenție de amploare împotriva bolșevicilor din partea cetățenilor lor epuizați de lunga conflagrație mondială, care tocmai se încheiase. Ca urmare, occidentalii au încurajat și chiar sprijinit fanatismul de extremă dreapta din "statele tampon", precum Germania sau Polonia și au sprijinit în mod tacit fasciștii din războiul civil spaniol. Unii dintre politicienii occidentali au văzut în fascism o forță care ar fi putut să se opună, ca reprezentanți ai capitalismului occidental, Uniunii Sovietice comuniste. Naziștii au primit astfel un larg sprijin economic, iar Anglia și Franța și-au trădat practic restul aliaților europeni (în mod special este vorba de Cehoslovacia), prin politica de "împăciuitorism". Odată cu semnarea Pactului de neagresiune sovieto-german din 1939, când a devenit clar că agresiunea germană nu mai era îndreptată exclusiv către URSS, sprijinul occidental pentru Hitler a scăzut dramatic. Speranțele dictatorului german ca Anglia și America să facă pace cu cel de-al treilea Reich se bazau pe sprijinul primit din partea occidentalilor în al treilea și al patrulea deceniu. Pe aceste speranțe și-a bazat Hitler atacul împotriva URSS-ului din 1941. 

### Expansionismul

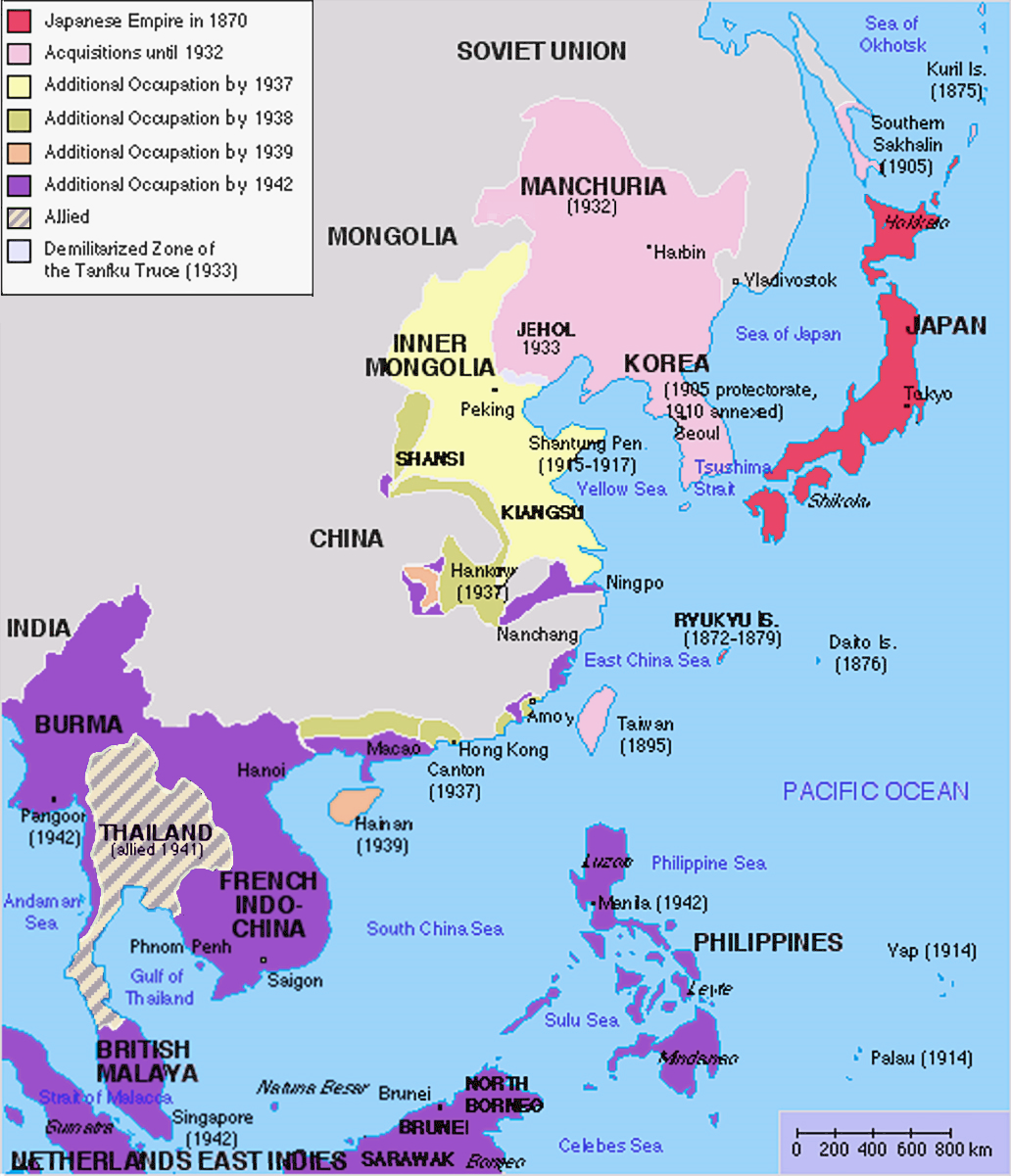
Expansiunea Imperiului Japonez

Expansionismul este doctrina extinderii bazei teritoriale, sau a influenței economice a unei țări, realizată de obicei prin mijloacele agresiunii militare.  
Italia, sub conducerea lui Benito Mussolini, a căutat să creeze un nou Imperiu Roman în Mediterana. În 1935, a invadat Etiopia, iar reacția Ligii Națiunilor și a puterilor occidentale a fost total nesemnificativă, atitudine care s-a menținut de-a lungul întregului deceniu al patrulea. Italia a invadat Albania la începutul anului 1939, mai înainte de declanșarea "oficială" a celei de-a doua conflagrații mondiale, iar mai apoi a atacat Grecia. 
Unele dintre dorințele expansioniste ale Italiei pot fi puse pe seama nemulțumirii față de puținele câștiguri teritoriale obținute la încheierea primului război mondial, in ciuda eforturilor făcute alături de aliații occidentali. La Versailles, Italiei i se promisese o bună bucată din teritoriile Austriei, dar nu a obținut decât Tirolul de Sud, iar pretențiile în ceea ce privea Albania și Asia Mică au fost ignorate de națiunile mai puternice. 
După primul război mondial, Germania a pierdut teritorii în favoarea Lituaniei, Franței, Poloniei și Danemarcei. Cele mai importante pierderi erau Coridorul polonez, teritoriul Memel, Provincia Posen și cea mai mare parte a zonei bine dezvoltate din punct de vedere economic a Sileziei Superioare. Alte două regiuni foarte bine dezvoltate din punct de vedere economic – bazinul Saar și Renania – au fost plasate sub autoritatea (dar nu și sub jurisdicția) Franței. 
Rezultatele acestor pierderi au fost migrația populației, nemulțumirea germanilor și relații încordate cu vecinii, toate ducând la apariția revanșismului și iredentismului. Sub conducerea naziștilor, Germania a declanșat un proces de expansiune, încercând să atingă granițele "legitime" ale Germaniei antebelice. Astfel, Germania a reocupat Renania și a acționat pentru reocuparea Coridorului polonez, ceea ce a dus în mod inevitabil la invadarea Poloniei. Datorită politicii și inacțiunii Aliaților occidentali, până în momentul atacării Poloniei, Hitler a considerat că poate să declanșeze războiul împotriva vecinilor săi răsăriteni fără să provoace un război general, sau, în cazul cel mai rău, să provoace reacția anglo-franceză într-un moment în care soarta conflictului ar fi fost deja decisă. 
Hitler prețuia în mod special ideea unei Germanii Mari, care ar fi trebuit să unească între fruntariile sale pe toți germanii. Acțiunile din perioada interbelică în Austria și Cehoslovacia sunt ilustrative pentru aceste ambiții pangermane. În conformitate cu prevederile Tratatului de la Versailles, o uniune dintre Austria și Germania a fost interzisă în mod explicit. Un asemenea plan, care existase mai înainte de crearea statului german unificat din 1871, fusese respins de Austro-Ungaria din cauza luptelor pentru hegemonie dintre Austria și Prusia. La sfârșitul primului război mondial, majoritatea populației austriece sprijinea o asemenea uniune. 
Ungaria, un aliat al Germaniei, pierduse enorm de multe teritorii la încheierea primului război mondial și după împărtirea Austro-Ungariei și spera să-și recapete cel puțin o parte din aceste teritorii cu sprijinul nazist. 
În Asia, Japonia avea planuri expansioniste, alimentate, cel puțin în parte, de prea puținele câștiguri teritoriale obținute la sfârșitul primei conflagrații mondiale. În ciuda faptului că ocupase o colonie germană în China, câteva insule, unele teritorii în Siberia și portul rusesc Vladivostok, Japonia a fost forțată să cedeze aproape toate acestea odată cu încheierea păcii.

### Fascismul

Benito Mussolini, conducătorul Italiei Fasciste (stânga) și Adolf Hitler, liderul Germaniei Naziste

"Fascist" este un termen destul de cuprinzător care descrie un grup naționalist de extremă dreapta, care a cucerit puterea în mai multe țări europene în anii antebelici. 
Din multe puncte de vedere, fascismul vedea armata ca pe un model pentru organizarea societății. Țările fasciste erau puternic militarizate, iar nevoia pentru eroismul individual era o parte importantă a ideologiei fasciste. În cartea sa, Doctrina fascismului, Benito Mussolini declara că: "fascismul nu crede, vorbind în general, în posibilitatea sau utilitatea păcii perpetue".  Fasciștii credeau că războiul este o forță pozitivă de dezvoltare, și de aceea erau nerăbdători să participe la un nou conflict european. 

### Izolaționismul
Izolaționismul a fost politica externă dominantă a SUA de după încheierea primului război mondial. Deși SUA au rămas active în emisfera occidentală și în Pacific, ele s-au retras din alianțele europene - rămânând astfel fidele doctrinei Monroe, cu modificările ulterioare aduse de președintele Theodore Roosevelt. 
Tendințele maselor largi britanice și franceze erau de asemenea izolaționiste. În legătură cu Cehoslovacia, primul ministru britanic Neville Chamberlain a spus: "Ce oribil, fantastic, este că noi ar trebui să săpăm tranșee și să ne punem măstile de gaze datorită neînțelegerilor dintr-o țară îndepărtată, dintre niște popoare despre care nu știm nimic. Eu sunt un om al păcii din adâncurile sufletului meu."
După numai câțiva ani de la această declarație, lumea se va afla cuprinsă de flăcările celei mai mari conflagrații mondiale.

### Militarismul
Articol principal: Militarism
Printre liderii Germaniei, Japoniei și Uniunii Sovietice prevala atitudinea militaristă agresivă. Deseori este subestimat faptul că, dacă în mod evident tradiția militaristă a Germaniei și Japoniei era tradițională, Uniunea Sovietică moștenise o asemenea atitudine agresivă de la Imperiul Rus, în pofida oricăror declarații propagandistice în favoarea păcii din primii ani sovietici. 

### Naționalismul
Articol principal: nationalism
Probabil cel mai puternic factor determinant al războiului a fost naționalismul. Fascismul în Germania, Italia și Japonia a fost clădit în cea mai mare parte pe fundațiile naționaliste. Hitler și naziștii săi au folosit din plin naționalismul în Germania, într-o țară în care această atitudine nu era neobișnuită. În Italia, ideea renașterii Imperiului Roman era atrăgătoare pentru mulți peninsulari. În Japonia, naționalismul, în sensul datoriei față de împărat și onoarei, era bine încetățenit de secole.

### Rasismul
Articol principal: Rasism
Naziștii considerau că germanii erau "de rasă ariană", rasă superioară. Naziștii au devenit cei mai fervenți susținători și propagatori ai antisemitismului, atitudine folosită în lupta pentru putere. Rasismul nazist s-a manifestat și față de "bastarzii din Rhineland", copii ai militarilor din trupele coloniale franceze staționate în Rhineland.
Războaiele mondiale au fost la apogeul unui proces de amestec între germani și slavi lung de un mileniu. De-a lungul anilor, grupuri mari de germani s-au așezat în teritoriile estice locuite în mod preponderent de slavi (de exemplu germanii de pe Volga). Deseori, migrația germanilor era rezultatul invitațiilor făcute de conducătorii locali. Darwinismul social considera în mod eronat acest proces ca pe o luptă pentru dominație "teutoni versus slavi", care ar fi dus ambele popoare la distrugere reciprocă. 
Japonia, condusă de un guvern militarist, a avut în deceniul al patrulea un program de guvernare cu accente imperialiste din ce în ce mai evidente. Mulți japonezi aveau o atitudine rasistă atât față de europeni, cât și față de alte popoare asiatice, precum coreenii, poporul Ainu și chinezii. Pentru acești rasiști, toți cei care nu erau japonezi erau inferiori și trebuiau tratați ca atare. Industrializarea rapidă de-a lungul secolelor al XIX-lea și al XX-lea i-au plasat pe japonezi într-o situație privilegiată în competiția economică cu vecinii lor. Oficialii de la Washington au devenit foarte neîncrezători față de acțiunile japonezilor, ceea ce s-a dovedit o atitudine întemeiată, Imperiul Nipon invadând numeroase națiuni din Asia în deceniul al patrulea și al cincilea al secolului trecut. În ciuda întinderii și populației numeroase, China nu a fost capabilă să contrabalanseze puterea japoneză datorită unor factori precum: războiul civil chinez, lipsa unei conduceri puternice cât și inferiorității tehnologice, în special în domeniul dotării armatei aerului.

## Relații politice și economice

### Tratatul de la Versailles
Tratatul de la Versailles nu a fost nici suficient de îngăduitor ca să liniștească Germania, nici suficient de aspru pentru a împiedica un fost asupritor să redevină o putere dominantă pe continent. 
Mulți istorici au considerat acest tratat de pace drept cauza cea mai importantă, indirectă a războiului. Acest tratat plasa întreaga vină a declanșării războiului (așa numita "clauză de vinovăție") în sarcina Germaniei și Austro-Ungariei și pedepseau această responsabilitate, în loc să stabilească niște înțelegeri care să asigure pacea pe termen lung. Tratatul impunea învinșilor reparații de război împovărătoare, cedări teritoriale (ceea ce a dus la migrații masive) și clauze economice care au provocat, în special economiei germane, pierderi grele și o uriașă hiperinflație. Republica de la Weimar a imprimat o masă de mărci absolut uriașă în încercarea de a-și plăti datoriile, s-a împrumutat din Statele Unite (fără a mai fi capabilă să returneze sumele respective) pentru a plăti reparațiile de război către Anglia și Franța. 
Un alt aspect important al Tratatului a fost acela că a creat resentimente adânci față de învingătorii din război, care promiseseră poporului german că cele 14 puncte ale lui Wilson vor fi liniile directoare ale păcii. Cei mai mulți germani considerau că guvernul acceptase un armistițiu în condițiile înțelegerii greșite a sus-numitelor 14 puncte, în vreme ce alții considerau că revoluția germană fusese pusă la cale de "criminalii din noiembrie", cei care mai apoi aveau să ajungă în posturi cheie în nou înființata Republică de la Weimar.
Resentimentele germane se bazau și pe aceea că Aliații nu reușiseră să cucerească nici un petec de pământ german, iar, în răsărit, Germania își învinsese adversarii până la sfârșitul războiului. Toate aceste fapte au fost cele care au asigurat apariția "teoriei loviturii de cuțit dată pe la spate", care a oferit naziștilor o unealtă propagandistică extrem de valoroasă. 
Un punct de vedere total opus este acela că Tratatul de pace nu a mers suficient de departe în acțiunea de neutralizare a capacităților economice și militare germane prin împărțirea țării în mai multe state mici, lipsite de putere. O astfel de acțiune era cerută de delegația franceză la Conferința de pace de la Paris, acțiune care ar fi ar fi distrus "creația lui Bismarck". O asemenea împărțire ar fi putut avea efecte greu de sesizat la prima vedere, așa cum ar fi fost victoria comunismului într-unul dintre statele germane mici. Cert este că, Tratatul de la Versailles nu a mers destul de departe în nici o direcție. 

### Competiția pentru resursele de materii prime
Articol principal: Competitia pentru resuresele de materii prime
Japonia, cu excepția unor zăcăminte de cărbune și fier, era lipsită de resurse de materii prime. Japonia, care era în acea perioadă era singura țară cu o economie burgheză industrială, se temea că lipsa de materii prime ar putea paraliza industria sa în plin avânt. Din dorința de a-și lărgi posibilitățile de aprovizionare, Japonia a invadat Manciuria, făcându-și planuri pentru ocupare a noi și noi teritorii pe continentul asiatic și pentru cucerirea întregului Pacific occidental. În scurtă vreme, Marina Imperială a început să resimtă lipsa carburanților. 
Pentru a scăpa de amenințarea lipsei de carburanți și de alte materiale strategice necesare economiei și mașinii sale de război, Japonia a fost obligată să intre în competiție cu puterile coloniale europene în teritorii precum Indiile Olandeze de Est (Indonezia). Un atac împotriva puterilor coloniale europene era de așteptat să deschidă un conflict și cu Statele Unite ale Americii. 
În august 1941, criza din Pacific a ajuns la un apogeu, când SUA, care la acea vreme asigurau aproximativ 80% din volumul importurilor nipone de țiței, a inițiat un embargou petrolier complet. Acest embargou amenința nu numai economia dar și puterea militară japoneză. Pusă în fața alegerii între a încerca îmbunarea americanilor sau a declanșa războiului, Japonia a optat pentru a doua variantă. Sperând să dea o lovitură devastatoare americanilor, care ar fi permis Japoniei să-și atingă țintele propuse în război și să-și consolideze cuceririle în zona Pacificului, flota niponă a atacat Marina SUA la Pearl Harbor în decembrie 1941. 
Pentru numeroase motive, relațiile japono-americane se derulau sub semnul neîncrederii reciproce. Cele două puteri s-au aflat deseori în competiție directă pentru resursele regiunii. 
Japonia se simțea amenințată de SUA și dorea să devină singura putere dominantă în Pacific. În același timp, americanii începuseră să aibă sentimente rasiste față de americanii de origine niponă sau asiatică. În SUA și Canada au fost date mai multe legi care aduceau atingeri mai mari sau mai mici cetățenilor de origine asiatică. 

### Liga Națiunilor
Liga Națiunilor a fost o organizație internațională înființată după încheierea primului război mondial cu scopul declarat al prevenirii unor noi conflicte. Metodele folosite de Liga Națiunilor cuprindeau printre altele: controlul armamentului; prevenirea războiului prin măsuri de securitate colectivă; rezolvarea disputelor dintre state prin negocieri diplomatice; și nu în ultimul rând prin adoptarea unor măsuri pentru ridicarea nivelului general de trai. Filozofia diplomatică aflată în spatele activității Ligii a reprezentat o schimbare fundamentală în modul de abordare a vieții internaționale. Vechea filozofie, apărută după Congresul de la Viena din 1815, considera Europa ca un mozaic schimbător de alianțe politice între state, care crea o balanță a puterii menținută în echilibru cu ajutorul unor armate puternice și înțelegeri secrete. Odată cu apariția Ligii Națiunilor, această organizație internațională trebuia să devină un guvern al guvernelor, cu rolul rezolvării conflictelor dintre națiunile individuale, într-un organism legal și deschis. Imboldul principal pentru înființarea Ligii a venit de la președintele Statelor Unite ale Americii Woodrow Wilson, deși SUA nu au devenit niciodată membre ale acestei organizații internaționale. 
Liga nu dispunea de forțe armate proprii și din acest motiv depindea de marile puteri pentru punerea în practică a rezoluțiilor, pentru menținerea sancțiunilor economice ordonate sau pentru mobilizarea unei forțe militare cerută de nevoile Ligii. 
După un număr de succese notabile și după câteva eșecuri de început, Liga Națiunilor s-a dovedit incapabilă în deceniul al patrulea să prevină sau să împiedice agresiunile puterilor Axei. Neparticiparea SUA, incapacitatea de negocia decizii unanim acceptate, lipsa unei forțe armate proprii și individualismul celor mai puternice state membre au dus la eșecul organizației. 

### Conciliatorismul
Articol principal: conciliatorismul
Conciliatorismul este o strategie prin care, una dintre părți, în schimbul păstrării stării de pace, face concesiuni unei alte părți. Anglia și Franța au făcut concesiuni majore Germaniei în 1938 cu ocazia Înțelegerii de la München, sacrificând un aliat mic, Cehoslovacia. Această atitudine nu i-a asigurat lui Hitler câștigurile pe care și le dorise, dar l-au făcut încrezător că poate obține tot ceea ce mai dorește în viitor fără să provoace un conflict european. Desfășurarea evenimentelor a dovedit însă că dictatorul german s-a înșelat până în cele din urmă.

## Evenimente favorizatoare

### Războiul franco-prusac
Războiul franco-prusac a fost inițiat de Napoleon al III-lea, care era îngrijorat de rapida creștere a populației și de mărirea potențialului economic al unei potențiale Germanii unite. A doua revoluție industrială, la fel ca naționalismul, a schimbat din rădăcini peisajul politic european. Această perioadă a fost marcată și de declinul relativ al puterii Franței, care va fi un proces neîntrerupt până în secolul al XX-lea.
Războiul franco-prusac s-a încheiat cu înfrângerea Franței, plata de către aceasta a unor importante reparații de război și cedarea regiunii Alsacia-Lorena către noul stat unificat german. 

### Primul război mondial
Există părerea, deși nu unanimă, că cel de-al Doilea Război Mondial este de fapt o continuare a primei conflagrații mondiale. Se mai crede că Tratatul de la Versailles, semnat la încheierea Marelui război, a eșuat în încercarea de a preveni izbucnirea unui al doilea conflict de amploare. 
Primul război mondial nu s-a încheiat cu o victorie decisivă a uneia dintre părțile beligerante. Trupele aliate nu au intrat pe teritoriul Germaniei, iar populația țării a sperat ca tratatul de pace să respecte linia generală stabilită de propunerile președintelui american Wilson. Propunerile de pace inițiale au fost abandonate în favoarea pedepsirii Germaniei pentru ceea ce a fost considerată responsabilitatea sa în declanșarea conflagrației. A fost semnat un tratat de pace care transforma Germania într-o țară mai mică, mai slabă dar și mai înrăită, capabilă însă să se refacă din punct de vedere militar, animată de revanșism. 
În noile state formate după încheierea războiului au rămas minorități naționale importante din punct de vedere numeric și compacte din punct de vedere al distribuției teritoriale. De exemplu, Iugoslavia (Regatul Sârbilor, Croaților și Slovenilor) avea cinci grupuri etnice importante (sârbii, croații, macedonenii, muntenegrenii și slovenii), și a fost creată după război. Un alt exemplu este cel al fostei Austro-Ungarii. Ungaria, care a fost găsită vinovată de declanșarea războiului în aceeași măsură cu Austria, a pierdut două treimi din teritoriu, pe teritoriul statelor succesoare rămânând un mare număr de maghiari, în vreme ce partenera sa, Austria, a câștigat teritorii la încheierea păcii. 
Germanii nu au acceptat cu ușurință înfrângerea. La sfârșitul râzboiului, marina era în stare de revoltă, armata se retrăgea (dar nu în debandadă!) din fața unui inamic superior din punct de vedere numeric și al înzestrării militare. În ciuda acestor fapte de necontestat, Hitler a afirmat că armata ar fi câștigat până în cele din urmă războiul, dacă nu ar fi existat revoltele comuniste din țară. Această teorie a "înjunghierii pe la spate" a fost folosită pentru convingerea populației că un alt război împotriva foștilor inamici ar putea fi câștigat, dacă nu se repetau vechile greșeli. 

### Republica de la Weimar
Republica de la Weimar a fost numele sub care este cunoscută Germania între 1919 – 1933. Republica a primit numele orașului  Weimar, locul unde s-a adunat o adunare națională pentru a concepe o nouă constituție, după abolirea Imperiului German, odată cu înfrângerea din primul război mondial. Noua constituție era una liberal-democratică, de tipul celor franceză sau americană. 
Puciul de la berărie a fost o tentativă de lovitură de stat eșuată, din seara zilei de joi, 8 noiembrie și dimineața zilei de vineri 9 noiembrie 1923. Adolf Hitler, folosindu-se de popularul general Erich Ludendorff, a încercat să răstoarne autoritățile Republicii de la Weimar. După eșecul tentativei de lovitură de stat, Hitler a fost închis și a scris Mein Kampf.

### Criza economică
Marea criză economică a făcut ca în Germania rata șomajului să crescă la 33%, în vreme ce în SUA era de 25%. Dezastrul economic i-a făcut pe numeroși oameni să devină sprijinitorii dictatorilor, care promiteau slujbe stabile și un nivel de trai decent. 
Marea criză economică a lovit profund Germania, șomajul de proporții nemaiîntâlnite, provocând și o schimbare la nivelul membrilor Partidului Muncitoresc Național-Socialist German. Nivelul șomajului deosebit de ridicat a fost factorul hotărâtor care l-a propulsat pe Hitler în fruntea statului german. 

### Dictatura nazistă
Hitler a fost numit Cancelar  pe 30 ianuarie 1933. Incendierea Reichstagului de pe 27 februarie 1933, pusă de mulți pe seama naziștilor, a fost folosită ca motiv pentru suspendarea libertăților cetățenești și politice, act politic promulgat ca lege de vârstnicul președinte Paul von Hindenburg și pus în practică de guvernul coaliției de dreapta condus de Hitler. 
După noile alegeri, majoritatea condusă de naziști a suspendat constituția Republicii de la Weimar și practic au desființat parlamentul prin Actul de împuternicire de pe 23 martie, iar mult dorita lor înregimentare a Germaniei  a fost făcută în mod oficial posibilă. În "noaptea cuțitelor lungi", susținătorii lui Hitler i-au asasinat pe cei câțiva rivali politici care mai rămăseseră. După moartea lui Hindenburg (2 august 1934) și puterile prezidențiale au intrat pe mâinile lui Hitler și, fără să întâmpine o rezistență din partea conducerii armatei, jurământul ostășesc de credință față de patrie a fost modificat, devenind un jurământ de obediență față de Adolf Hitler personal. 
Încălcând prevederile Tratatului de la Versailles și spiritul Pactulului de la Locarno, Germania a remilitarizat Rhinelandul pe 7 martie 1936, într-o zi de sâmbătă. Ocuparea zonei a fost făcută cu o forță militară mică, de trupele deplasându-se pe biciclete, care ar fi putut fi ușor stopate, dacă nu ar fi existat politica de împăciuire. Franța nu a acționat și datorită instabilității politice din acea perioadă. În Anglia, în timp ce remilitarizarea a fost o acțiune de weekend, guvernul britanic nu a început discuțiile asupra problemei decât luni. Ca urmare a tuturor acestor factori, guvernele occidentale au înclinat să considere remilitarizarea ca un fapt împlinit.

### Invazia italiană in Etiopia
Benito Mussolini a încercat să extindă stăpânirea Imperiului Italian în Africa prin invazia din Etiopia, țară care rezistase până în acel moment colonizării europene. Folosindu-se de pretextul incidentului din oaza Walwal din septembrie 1935, Italia a atacat Etiopia pe 3 octombrie 1935, fără o declarație oficială de război. Liga Națiunilor a declarat Italia țară agresoare, dar nu a reușit să impună sancțiuni reale împotriva acesteia. 
Războiul a evoluat mult prea încet față de avantajul militar italian și în ciuda  faptului că invadatorii au folosit și arme chimice. Pe 31 martie 1936, italienii au câștigat ultima bătălie majoră a războiului – bătălia de la Maychew. Împăratul Haile Selassie a fugit din țară pe 2 mai, iar capitala Addis Ababa a fost cucerită pe 5 mai. Italia a anexat țara pe 7 mai, unind Eritreea, Abissinia și Somaliland într-o posesiune unică, cunoscută ca Africa Răsăriteană Italiană.  
Pe 30 iunie 1936, împăratul Haile Selassie a ținut un discurs mișcător la Liga Națiunilor, denunțând ocupația italiană și criticând inacțiunea comunității mondiale. El a avertizat: "Azi am fost noi. Mâine veți fi voi." În urma condamnării Italiei de către Liga Națiunilor, Mussolini a hotărât să-și retragă țara din organizația mondială. 

### Războiul civil spaniol
Germania și Italia au dat un ajutor substanțial insurecției naționaliste spaniole conduse de generalul Francisco Franco. Uniunea Sovietică a sprijnit guvernul legal de stânga al Republicii Spaniole. Atât URSS-ul cât și Germania și Italia au folosit acest război pentru a-și testa și perfecționa armamentul și tacticile de luptă. Bombardarea orașului Guernica a fost un atac devastator asupra unui oraș fără importanță strategică specială, care a prefigurat evenimentelor care aveau să ruineze majoritatea orașelor europene nu peste multă vreme.

### Războiul chino-japonez
Al doilea război chino-japonez a început în 1937 cu atacul Japoniei pornit împotriva Chinei din avanspostul cucerit de niponi în Manciuria. Japonezii au cucerit capitala Nanking (azi Nanjing) și s-au dedat la numeroase crime de război în timpul a ceea ce a fost numit Masacrul de la Nanking.

### Anschlussul
Anschluss este numele sub care este cunoscută anexarea Austriei de către Germania în 1938. Unirea celor două țări era interzisă în mod expres de tratatul de la Versailles. Din punct de vedere istoric, ideea de a crea Germania Mare printr-o astfel de uniune era populară în cele două țări, susținătorii ei fiind foarte activi la sfârșitul primei conflagrații mondiale. În anii de dinaintea anexării din 1938, austriecii își pierduseră interesul pentru o asemenea unire, iar Partidul Național Socialist din Austria și mișcarea naționalistă a germanilor din Austria au devenit tot mai dependenți de vecinul lor nordic. Germania a făcut presiuni importante pentru legalizarea Partidului Național Socialist Austriac, a jucat un rol decisiv în asasinarea cancelarului austriac Engelbert Dollfuss și a făcut intervenții pentru ca anumiți membri marcanți ai Partidului Muncitoresc Național-Socialist German local să fie numiți în funcții publice importante. 
După unul dintre discursurile lui Hitler în Reichstag, succesorul lui Dollfuss, Kurt Schuschnigg, a declarat că el nu poate fi obligat la mai mult decât fusese obligat până în acel moment. În ciuda presiunilor făcute de la Berlin, cancelarul a ales să organizeze un plebiscit, prin care spera să fie confirmată dorința de independență a austriecilor. Cu doar câteva zile inaintea votului, naziștii austrieci au organizat o lovitură de stat încununată cu succes. Preluarea puterii de către naziștii locali a permis Germaniei să-și trimită trupele în "sprijinul Anschlussului", conducătorii de la Viena transferând rapid puterea lui Hitler. Nu au existat nici un fel de lupte, iar Anglia, Franța și chiar Italia fascistă, care se opuneau din diferite motive acestei uniri, nu au făcut nimic ca să o împiedice. La fel de important, certurile dintre aceste trei puteri a împiedicat continuarea cooperării în ceea ce se numea Frontul Stresa. Italia nu numai că a fost nevoită să accepte Anschlussul, dar s-a apropiat și mai mult de Germania Nazistă. Austria a încetat să mai existe ca țară independentă. 

### Înțelegerea de la München
Regiunea Sudeților a fost o regiune locuită în mod predominant de germani în nou formata republică Cehoslovacia. Cehoslovacia, aliată cu Franța, avea o armată numeroasă, modernă, echipată cu armament de ultimă generație asigurat de o industrie de apărare foarte bine dezvoltată. Regiunea Sudeților forma aproximativ o treime din Bohemia (Cehoslovacia apuseană) din punct de vedere teritorial, al populației și economiei. În această zonă se afla un sistem de apărare impresionant, mai mare chiar decât linia Maginot, care se bucura de avantajele defensive ale terenului muntos. Unele proprietăți din zonă au fost expropiate prin compensare pentru a asigura construcția complexului defensiv. 
Hitler făcea presiuni pentru încorporarea Sudeților în Reich, sprijinind grupul separatist german din regiunea respectivă. Presupusele "brutalități cehe" și  "persecuții Pragheze" au dus la stârnirea tendințelor naționaliste, ajutate din plin și de agitația din presa nazistă. După Anschluss, toate formațiunile politice germane din Sudeți s-au unit (cu excepția Partidului Social Democrat) cu Partidul Germanilor Sudeți (SdP). În alegerile locale din 1938, SdP a câștigat o majoritate confortabilă. În toată această perioadă, activitățile paramilitare și violențele extremiste au atins un apogeu. Guvernul de la Praga s-a folosit de măsuri din ce în ce mai dure pentru a reprima acțiunile separatiste. Ca urmare, pentru apărarea populației germane, Reichul a pretins anexarea imediată a regiunii Sudetenland.
În cele din urmă, prin Înțelegerea de la München din 30 septembrie 1938, prim-miniștrii britanic Neville Chamberlain și francez Édouard Daladier i-au făcut pe plac lui Hitler. Mâna liberă dată Germaniei i-a permis să deplaseze trupe în zonă și să anexeze Sudeții "pentru salvarea păcii". În schimb, Hitler a promis că nu va mai avea alte pretenții teritoriale în Europa.  Cehoslovacia, care în acel moment mobilizase peste 1 milion de soldați și era pregătită să lupte pentru a-și salva suveranitatea, nu a avut dreptul să participe la discuții. Anglia și Franța au amenințat că, dacă Cehoslovacia nu va fi de acord cu termenii oneroși ai înțelegerii, Praga va fi făcută responsabilă de declanșarea războiului. Președintele Edvard Beneš a capitulat. Germania ocupa Sudetenland cu aprobarea puterilor occidentale. 
În martie 1939, încălcându-și promisiunile făcute la München, Hitler a ordonat ocuparea întregii Cehoslovacii.

### Războiul de frontieră sovieto-japonez
În 1939, japonezii au atacat din Manciuria în direcția nord, în încercarea de a cuceri o parte a Siberiei. Sovieticii au obținut o victorie decisivă la Halhin Gol sub comanda generalului Gheorghi Jukov. În urma acestei infrângeri, Japonia a făcut pace cu URSS, (până în 1945) și, în schimb, și-a îndreptat atenția către sud, intrând în conflict cu SUA și aliații acestora. URSS-ul și-a îndreptat la rândul ei atenția către apus, lăsând numai un număr redus de militari care să asigure apărarea Siberiei. 

### Pactul Molotov-Ribbentrop
În mod oficial, Pactul Molotov-Ribbentrop era un tratat de neagresiune între Germania Nazistă și Uniunea Sovietică. Tratatul a fost semnat la Moscova pe 23 august 1939 de către miniștrii de externe sovietic Viaceslav Molotov și, respectiv, german Joachim von Ribbentrop.
Deși tratatul fusese etichetat în mod oficial "de neagresiune", Pactul conținea un protocol secret prin care statele independente Finlanda, Estonia, Letonia, Lituania, Polonia și România erau împărțite între sferele de influență ale celor două puteri semnatare. Protocolul secret desemna în mod explicit "rearanjamentele teritoriale și politice" din zonele acestor țări care urmau să fie făcute de comun acord de țările semnatare. 
Ca urmare, țările vizate au fost invadate, ocupate sau forțate să cedeze părți ale teritoriului lor în favoarea Uniunii Sovietice și/sau Germaniei Naziste.

### Invadarea Poloniei

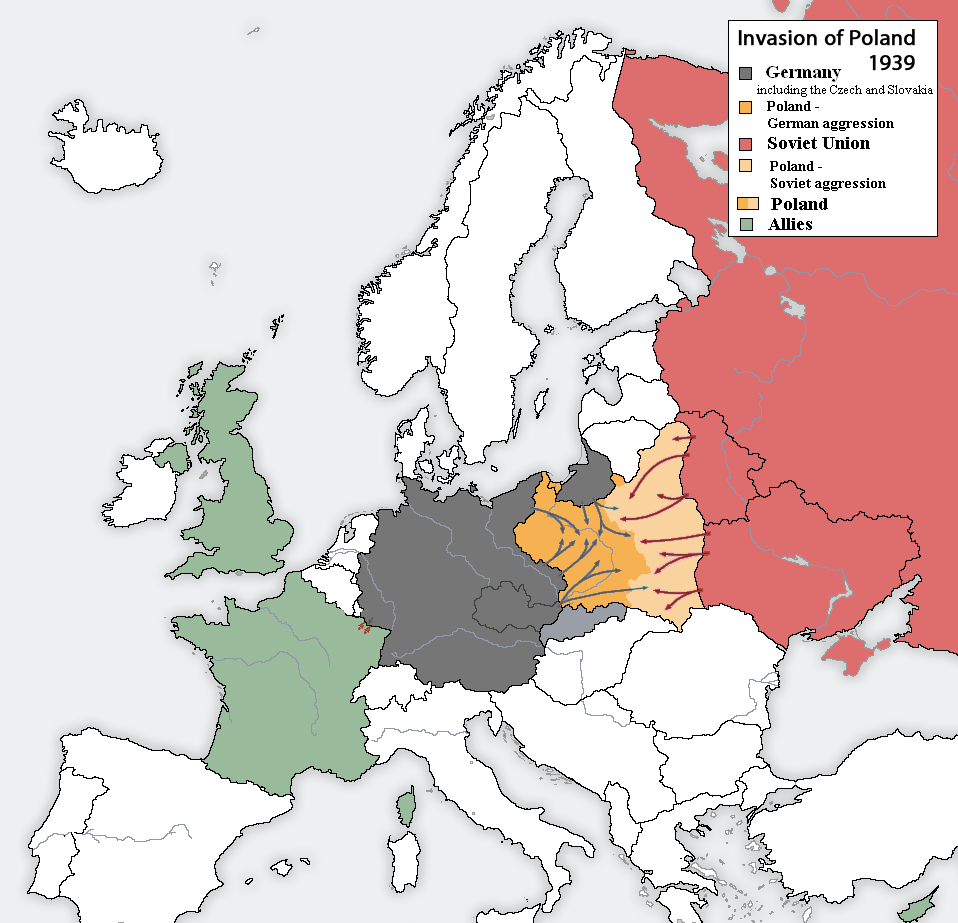
Invadarea Poloniei.

Între Polonia și Germania existau deja tensiuni în legătură cu Orașul Liber Danzig și cu coridorul polonez. În ciuda declarațiilor belicoase ale lui Hitler sau masării de trupe naziste la frontieră, Polonia a refuzat să cedeze în fața pretențiilor dictatorului german. Anglia și Franța au semnat alianțe militare cu Varșovia prin care garantau că vor declara război Germaniei dacă aceasta din urmă va ataca Polonia. 
Germania a atacat Polonia pe 1 septembrie 1939. Regatul Unit și Franța au cerut printr-un ultimatum încetarea atacului german. Refuzul german marchează data de început al celui de-al Doilea Război Mondial. 

### Invadarea Uniunii Sovietice
Prin atacarea Uniunii Sovietice în iunie 1941, Hitler a deschis al doilea front al războiului, făcând ceea ce astăzi este considerată o greșeală strategică grosolană. Fără să fi reușit să învingă Anglia în apus, Germania s-a angajat într-un război pe două fronturi. Hitler considerase că Uniunea Sovietică, cu armata nepregătită de război, slăbită de epurările staliniste, poate fi învinsă printr-un atac violent, de scurtă durată. 
O teorie lansată recent de Victor Suvorov afirmă că dacă Germania nu ar fi atacat, Stalin ar fi declanșat atacul împotriva lui Hitler de îndată ce uriașa Armată Roșie ar fi fost complet utilată și suficient antrenată. În astfel de condiții, Wehrmachtul ar fi fost lipsit de elementul surpriză si de posibilitatea de manevră. Mai mult decât atât, câmpiile din estul Germaniei, fără obstacole naturale majore, nu pot fi considerate propice războiului de apărare. Totuși, această teorie se bazează pe mai multe presupuneri, pe fapte și dovezi incomplete. 

### Atacul de la Pearl Harbor
Flota combinată japoneză a atacat baza navală americană de la Pearl Harbor în speranța distrugerii navelor flotei americane din Pacific aflate la ancoră. Deși japonezii erau conștienți că americanii aveau capacitatea de a construi nave care să le înlocuiască pe cele distruse, niponii sperau ca ritmul de înlocuire să fie suficient de scăzut, asfel încât să fie capabili să distrugă toate rezervele pe rând. La numai câteva zile de la atac, Germania a declarat război Statelor Unite, în speranța că și Japonia va declara război Uniunii Sovietice. Atacul de la Pearl Harbor a pus capăt izolaționismului SUA.